# 1-я особая кавалерийская дивизия
1-я особая кавалерийская дивизия — соединение кавалерии РККА, созданное во время Гражданской войны в России 1918—1920 годов. Являлось манёвренным средством в руках фронтового и армейского командования для решения оперативных и тактических задач.

## История формирования
1-я особая кавалерийская дивизия сформирована 13 февраля 1919 года из частей 3-й Таманской дивизии, расформирована 3 апреля 1919 года.

## Командный состав 1-й особой кавалерийской дивизии

### Начальники дивизии
- Левандовский, Михаил Карлович — с 13 февраля 1919 года по 20 марта 1919 года[2]
- Батурин, Григорий Николаевич, врид — с 20 марта 1919 года по 3 апреля 1919 года[2]

### Военкомы дивизии
- Тумаков, Стефан Лаврентьевич — с 13 февраля 1919 года по 13 марта 1919 года[2]
- Кольпинский, Виталий Петрович — с 20 марта 1919 года по 3 апреля 1919 года[2]

### Начальники штаба дивизии
- Батурин, Григорий Николаевич — с 13 февраля 1919 года по 20 марта 1919 года[2]
- Водопьянов, Василий Фёдорович — с 20 марта 1919 года по 3 апреля 1919 года[2]